# Корэктопия

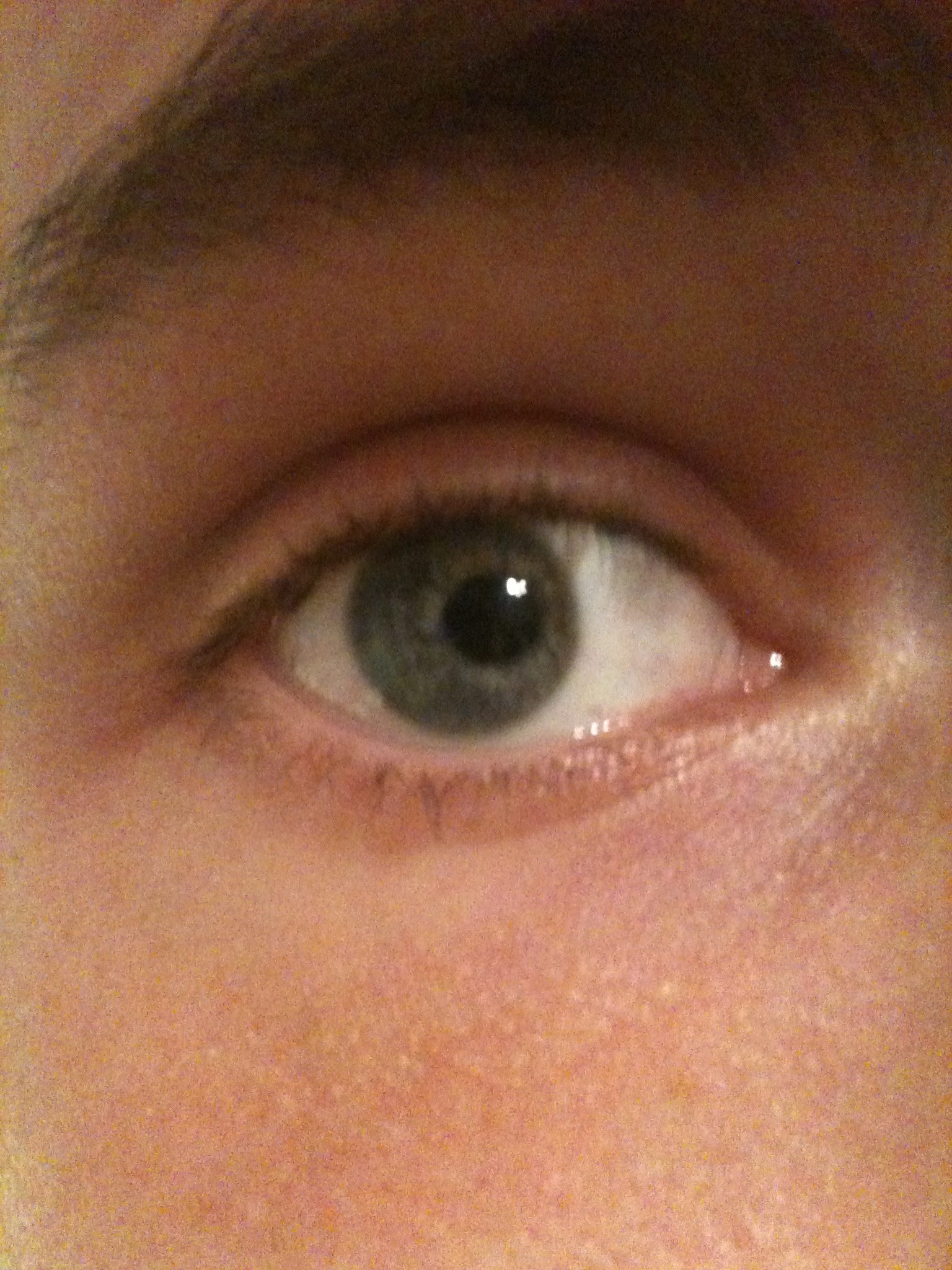
Корэктопия

Корэктопия (лат. Corectopia) — смещение зрачка в сторону от центральной области радужки. Причины развития заболевания могут быть связаны с сильной близорукостью или эктопией хрусталика. Лечение корэктопии может быть как фармацевтическое, так и хирургическое.